# Jubilee Records
Jubilee Records war ein unabhängiges US-amerikanisches Jazz- und Rhythm-and-Blues-Schallplattenlabel.

## Geschichte des Plattenlabels
Das Schallplattenlabel Jubilee Records wurde im Mai 1946 in New York City von Herb Abramson und Jerry Blaine gegründet. Blaine übernahm später den Geschäftsanteil von Abramson. Das Plattenlabel war spezialisiert auf Rhythm and Blues und aktuelle Hit-Aufnahmen, wie Latin Jazz von Bobby Montez. Außerdem erschienen auf dem Label einige Jazzplatten von Musikern wie Charles Mingus (Mingus Three 1957), Jackie McLean, Ray Draper, Joe Puma, Herb Geller, Lou Levy, Eddie Costa, Vinnie Burke, Dick Ruedebusch, Betty Harris sowie Ethel Ennis.

Orioles - It’s Too Soon to Know

Jubilee Records war das erste Label, das den Markt der weißen Plattenkäufer mit einem Hit der schwarzen Vokalgruppe Orioles erreichte; ihr Titel Crying in the Chapel verblieb insgesamt 18 Wochen am ersten Platz der Rhythm-&-Blues-Hitparade, erreichte im Jahre 1953 Rang 11 der Popcharts und avancierte zum Millionenseller. Überhaupt liest sich der Label-Katalog wie die Diskografie der Orioles, die dem Label mit Jubilee Katalog Nr. 5000 (It’s Too Soon to Know) im Juli 1948 die erste Single des Labels bescherten und dort sämtliche Singles bis zu ihrem Label-Wechsel im Jahre 1956 veröffentlichten.
Außerdem wurde 1954 das Sublabel Josie Records gegründet; Hits auf Josie waren die Titel Speedoo der The Cadillacs und Do You Wanna Dance von Bobby Freeman. Der letzte große Hit war der Rhythm-and-Blues-Instrumentaltitel Poor Boy / Wail! von den Royaltones.
Jubilee/Josie wurden im Jahre 1970 liquidiert; ihr Katalog wurde von Roulette Records übernommen. Viele Jazz-Titel erschienen später in CD-Form auf Fresh Sound Records.